# Tanypteryx hageni
Tanypteryx hageni är en trollsländeart som först beskrevs av Selys 1879.  Tanypteryx hageni ingår i släktet Tanypteryx och familjen Petaluridae. Inga underarter finns listade i Catalogue of Life.